# Makrian II
Makrian Młodszy (łac. Titus Fulvius Iunius Macrianus, Macrianus Minor) (?–261) – syn Makriana I, uzurpator na wschodzie cesarstwa. 
Po przegranej bitwie i pojmaniu Waleriana przez Persów, został 17 września 260 roku wybrany przez wojsko cesarzem (wspólnie z bratem Kwietusem).
Wraz z ojcem stracił życie po przegranej bitwie w Tracji w 261 roku, gdzie pokonał ich Aureolus – utalentowany wódz cesarza Galiena.